# Henry Holt and Company
Henry Holt and Company este o editură de carte americană din New York. Una dintre cele mai vechi edituri din Statele Unite ale Americii, ea a fost fondată în anul 1866 de Henry Holt și Frederick Leypoldt. În prezent, compania publică lucrări americane și internaționale de ficțiune, biografie, istorie, politică, știință, psihologie și sănătate, precum și cărți de literatură pentru copii. În SUA, ea operează ca parte a grupului editorial Macmillan Publishers.

## Istoric

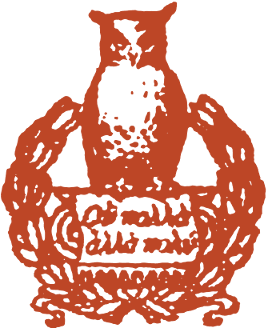
Logo-ul editurii Henry Holt and Company, așa cum a apărut în cartea In the Dwellings of the Wilderness a Charlottei Bryson Taylor (1904).

Compania publică lucrări sub mai multe mărci, inclusiv Metropolitan Books, Times Books, Owl Books și Picador. Ea publică, de asemenea, sub numele de Holt Paperbacks.
Editura a publicat operele unor autori de renume precum Erich Fromm, Paul Auster, Hilary Mantel, Robert Frost, Hermann Hesse, Norman Mailer, Herta Müller, Thomas Pynchon, Robert Louis Stevenson, Ivan Turgheniev și H. G. Wells.
Din 1951 până în 1985 Holt a publicat revista Field & Stream.
Holt a fuzionat cu Rinehart & Company din New York și cu John C. Winston Company din Philadelphia în anul 1960, devenind Holt, Rinehart and Winston. Wall Street Journal menționa pe 1 martie că acționarii editurii Holt au aprobat fuziunea. „Henry Holt este concernul supraviețuitor, dar va fi cunoscut sub numele de Holt, Rinehart, Winston, Inc.”
CBS a cumpărat compania în 1967. Dar în 1985 grupul s-a divizat, iar departamentul de vânzare cu amănuntul, împreună cu numele Holt, a fost vândut către Georg von Holtzbrinck Publishing Group din Stuttgart, care a păstrat Holt ca o editură subsidiară sub numele său original, care face parte în SUA din grupul Macmillan Publishers. Departamentul de editare a cărților educaționale, care a păstrat numele Holt, Rinehart and Winston, a fost vândut către grupul Harcourt.